# Історія Католицької церкви
Істо́рія Като́лицької це́ркви — історія Католицької церкви, що нерозривна з історією християнства. Вона починається з проповіді Ісуса Христа. Католицька церква вчить, що вона є продовженням ранньої християнської громади, встановленої Ісусом Христом, що її єпископи є наступниками апостолів Ісуса, і єпископ Рима, також відомий як Папа Римський, є єдиним наступник святого Петра, який був призначений Ісусом в Новому Завіті, як глава церкви і служив в Римі.

## Середні віки

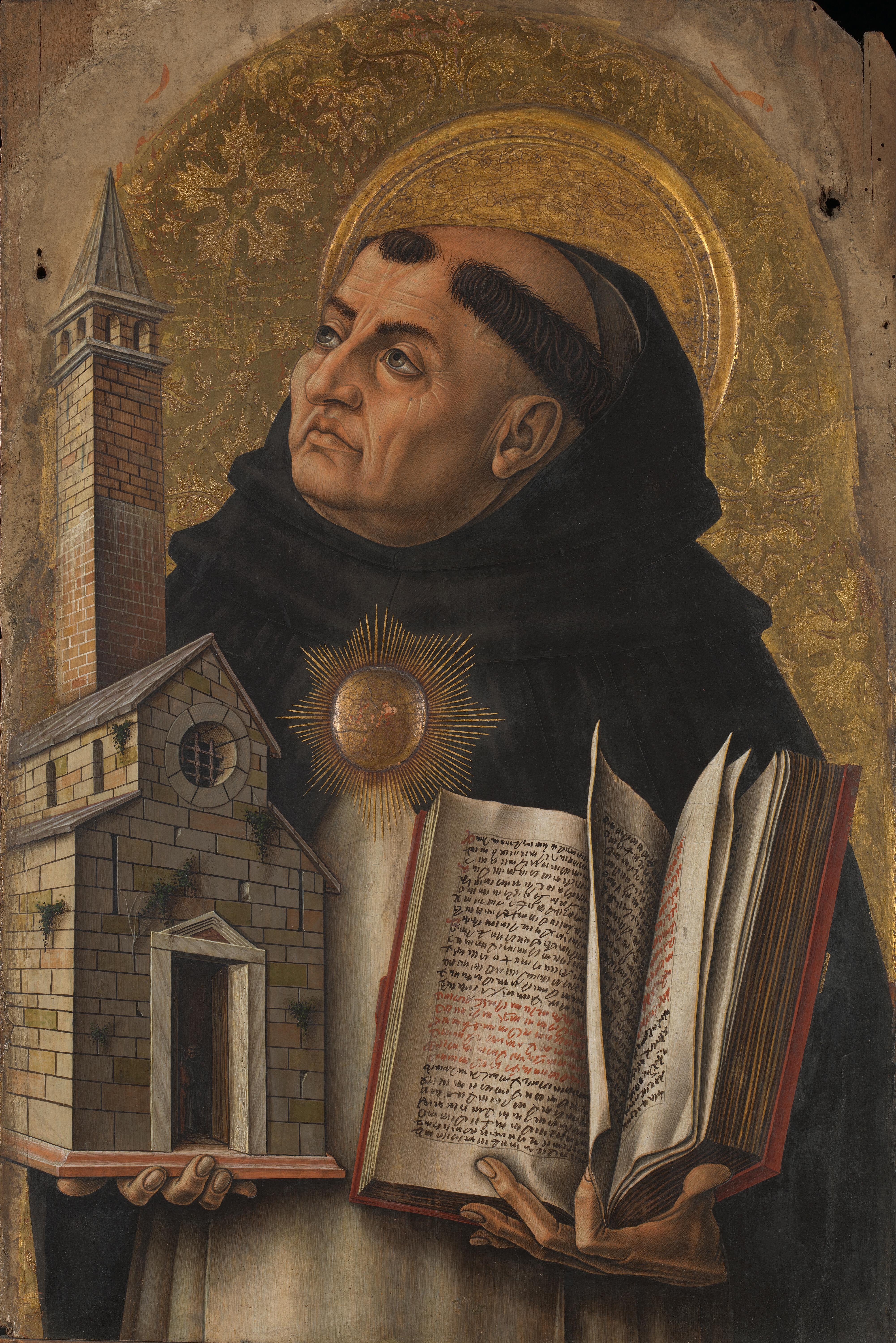
Святий Тома Аквінський, що несе всю Церкву з його теологією.

Після падіння Західної Римської імперії в 476 році, католицька віра конкурували з аріанством за навернення варварських племен. 496 року Хлодвіга I, язичницький король франків перейшов в християнство латинського обряду, це стало початком стійкого підйому віри на Заході.
У 1054 році відбувся розкол зі Східною церквою. У 1123 році зібрався перший після розколу собор без участі східних патріархатів — Перший Латеранський собор (IX Вселенський) і з тих пір собори стали проводитися більш регулярно. З кінця XI століття почалася епоха хрестових походів, метою яких було відвоювати Святу землю, захоплену арабами ще в VII столітті. Це стало символом переважання влади Римської церкви на Заході.

## Новий час
У 1517 році з проповіддю Мартіна Лютера почався потужний релігійний і політичний рух, відомий як Реформації. Одним із приводів до початку руху було зловживання індульгенціями, а головною рушійною силою — невдоволення різних суспільних верств Католицькою церквою. Наслідком реформаційного руху стала поява протестантизму і відпадання від Католицької церкви цілих регіонів і країн — Північна Німеччина, Англія, Нідерланди, Скандинавія. Релігійний розкол привів до цілого ряду релігійних воєн, що тривали аж до Вестфальського миру 1648 року, який ознаменував закінчення Тридцятилітньої війни і закріпив розмежування Європи за релігійною ознакою.

## Новітні часи
16 жовтня 1978 на папський престол був обраний Іван Павло II, який став першим папою — не італійцем за останні 455 років і першим папою слов'янського походження. Його понтифікат, один з найдовших в історії, зіграв важливу роль у розвитку міжконфесійних та міжрелігійних відносин; папа здійснив понад 100 поїздок по всьому світу.
Після смерті Івана Павла II 2 квітня 2005 на Апостольський престол був обраний німецький кардинал Йозеф Ратцінгер, який взяв собі ім'я Бенедикт XVI. 28 лютого 2013 року папа Бенедикт XVI відрікся від престолу, це зробило його першим добровільно відрікшимся римським папою з часів папи Григорія XII в 1415 році.
Новим папою був обраний аргентинський кардинал Хорхе Маріо Бергольо, який прийняв ім'я Франциск і став першим в історії Папою з Нового Світу.